# Système naturel
Un système naturel est une entité complexe dans le temps et l'espace, dont les unités constitutives interagissent entre elles pour préserver l'intégrité, la structure et le comportement du système plus vaste auxquelles elles appartiennent, système qu'elles tendent à restaurer après une perturbation non destructrice, assurant par la même leur propre préservation.
Quelques exemples de systèmes naturels :
- une cellule ;
- un organisme ;
- une société animale ;
- un écosystème ;
- l'écosphère.

Ainsi, le système cellulaire eucaryote est-il constitué d'une paroi cellulaire, d'un cytoplasme, d'un noyau, d'organites etc., que le système organisme humain est constitué d'entités telles que cœur, cerveau, muscles...

Bien que cela soit controversé, certains estiment que la planète Terre est un système naturel, constitué d'un ensemble d'écosystèmes : des écosystèmes marins, lacustres, montagnards, urbains...
Selon de nombreux écologues, les systèmes naturels doivent respecter deux lois :
- une loi de conservation biologique, qui prévoit qu'un système naturel doit maintenir son homéostasie ;
- une seconde loi qui affirme qu'un système naturel est hiérarchiquement organisé (par exemple l'écosphère est organisée en électrons, atomes, molécules, cellules, organes, organismes, populations, communautés biotiques, écosystèmes). Selon cette loi, chaque système naturel est défini par une hiérarchie pour les systèmes plus petits qui le constitue et fait partie de la hiérarchie des systèmes plus vastes qui l'englobent.

Le système écosphérique est relativement stable à un moment donné, ce qui ne signifie pas qu'il n'a pas évolué. Au contraire, il est passé par de nombreux états successifs, chacun issu de l'état précédent, après une évolution. Le passage d'un état stable à un autre état stable ultérieur est en partie fonction de contraintes extérieures, telles que bombardements météoritiques, intensité de la radiation solaire etc.
Ce n'est qu'après diminution des chutes météoritiques et diminution des radiations, que la planète a pu se refroidir, se différencier et une convection mantélique apparaître et finalement la vie apparaître.
Aujourd'hui encore, les variations climatiques fonction de la variation de l'activité solaire, les chutes météoritiques peuvent aboutir à la réduction des surfaces occupées par certains biomes et éventuellement la disparition complète de certains écosystèmes, ainsi qu'en témoignent les disparitions d'écosystèmes lacustres pendant les périodes chaudes, l'extension des calottes glaciaires en période froide ou l'extinction totale d'espèces (voir l'hypothèse la plus couramment admise sur la disparition des dinosaures).
Dans les systèmes naturels, au fur et à mesure de leur évolution, on observe une complexification et une diversification croissante.

L'augmentation de la complexité permet au système d'assurer son homéostasie dans des conditions données, alors que l'accroissement de la diversité l'aide à la conserver ou à la restaurer en cas de crise. L'accroissement de la complexité et de la diversité du système est fortement dépendante de l'augmentation de la coopération entre les parties constituantes.
Il existe d'autres définitions moins communes du terme et d'autres termes définissant le concept, comme le mot holon.